# Leptoneta fouresi
Leptoneta fouresi là một loài nhện trong họ Leptonetidae.
Loài này thuộc chi Leptoneta. Leptoneta fouresi được miêu tả năm 1979 bởi Dresco.